# IC 1112
IC 1112 ist eine Galaxie vom Hubble-Typ S im Sternbild Schlange am Nordsternhimmel. Sie ist schätzungsweise 454 Millionen Lichtjahre von der Milchstraße entfernt.
Das Objekt wurde am 19. Juni 1890 von Edward D. Swift entdeckt.